# Godzilla Raids Again
Gojira no Gyakushū (ゴジラの逆襲 lit. Godzilla contraataca?), conocida en los Estados Unidos como Gigantis, the fire monster y Godzilla Raids Again; en España como El Rey de los Monstruos y Godzilla Contraataca; y en Hispanoamérica como Gigantis, el monstruo de fuego, es una película japonesa en blanco y negro de kaijus tokusatsu producida por Toho Company Ltd. en 1955. Fue una secuela a Godzilla lanzada el año anterior y se convirtió en la segunda película en la serie de Godzilla. Es la primera película en la serie (y en el kaiju eiga) en ofrecer una batalla entre dos monstruos. Las incursiones ofrecen a director Motoyoshi Oda el recién llegado conservando otra vez el talento especial de los efectos de Eiji Tsuburaya. La película nunca se lanzó oficialmente con el título «Godzilla Raids Again», al parecer había sido inventado por Toho antes de que los distribuidores en los EE. UU., decidiesen que cambiaran el nombre. El título de la película en los EE. UU., en 1959, era Gigantis el Monstruo de Fuego y el nombre del monstruo también cambia. Los dos nombres del filme varía considerablemente.

## Argumento
Dos pilotos llamados Tsukioka y Kobayashi pescan para las escuelas de una compañía de atún en Osaka. El mal funcionamiento del avión de Kobayashi lo fuerza a aterrizar cerca de la Isla de Iwato, una fila deshabitada de rocas formadas por erupciones volcánicas. Luego, Tsukioka busca a Kobayashi y lo encuentra sano y salvo, con sólo un esguince en la muñeca. Mientras hablan, los dos hombres oyen los sonidos de una lucha extraña y hallan dos monstruos. Tsukioka reconoce inmediatamente a uno de los monstruos como Godzilla. Los dos monstruos entonces caen de un acantilado, en el océano. 
Tsukioka y Kobayashi reportan a las autoridades en Osaka, y llaman a la otra criatura que luchaba con Godzilla «Anguirus». Un grupo de científicos con los dos pilotos investigaron a Anguirus en un libro escrito por un científico polaco. Anguirus y Godzilla vivieron alrededor del mismo período hace millones de años. Anguirus odiaba a las criaturas hostiles, lo que explica la rivalidad intensa entre Anguirus y Godzilla. 
El Dr. Yamane, quien experimentó el primer ataque de Godzilla, estaba también presente en la reunión, y muestra una película de Godzilla atacando Tokio apenas un año antes. Él entonces le explica a Tsukioka y Kobayashi que es otro Godzilla. Yamane indica que no hay manera de matar a Godzilla, y que el Dr. Serizawa, el inventor del arma usada para matar al Godzilla anterior, el Oxygen Destroyer, había muerto y había quemado la fórmula. Yamane, aun así, sugiere que los militares utilicen llamaradas contra Godzilla para repeler al monstruo lejos de la orilla. Godzilla se enoja cuando ve luces al recordar la explosión brillante de la bomba de hidrógeno que lo había despertado. 
Un día inesperado, Godzilla se levanta en la orilla de Osaka. Los jets lanzan llamaradas desde sus aviones para conducir a Godzilla lejos de la orilla. Godzilla ve las llamas, y como Yamane predijo, comienza a caminar lejos. Mientras tanto, un carro de la prisión transporta a criminales peligrosos a otra parte del país. Todos los criminales, usando lenguaje corporal, decidían que esto sería una gran oportunidad de escaparse de la prisión. Los presos vencieron a los dos policías que guardaban la puerta trasera del carro y escaparon lejos. Uno de ellos usó un carro de gasolina que se estrella en un edificio industrial y comienza un fuego masivo. 
El fuego atrae Godzilla a la orilla de Osaka otra vez. Pocos minutos más tarde, Anguirus nada hasta allí y ataca a Godzilla. Las dos criaturas luchan en una batalla intensa, mientras que destruyen varios edificios, incluyendo el edificio de atún donde Tsukioka y Kobayashi trabajan. Godzilla finalmente muerde el cuello de Anguirus y lo lanza en una fosa cerca del castillo de Osaka. Godzilla entonces enciende su rayo atómico y quema a Anguirus hasta la muerte. 
Tsukioka y Kobayashi se transfieren a una planta de Hokkaido. Durante un partido de la compañía, se les notifica que Godzilla destruyó uno de los barcos de pesca de la compañía. Los militares y Tsukioka comienzan una búsqueda masiva de Godzilla. Tsukioka ve a Godzilla que nada a la orilla de una pequeña isla helada, notifica al grupo y Kobayashi sale de su avión para intercambiarse con Tsukioka. Kobayashi zambulle su avión hacia Godzilla para convencerlo de caminar nuevamente dentro del océano. Tsukioka entonces es transferido a la fuerza aérea, viajando en un jet con un viejo amigo de la universidad. Caen bombas sobre Godzilla pero fracasan, Godzilla entonces vadea hacia orilla. Koboyashi se zambulle hacia Godzilla otra vez pero falla frente al rayo atómico. El avión entonces se estrella en una montaña helada, matando a Kobayashi. 
Tsukioka se aflige pero los militares avisan que pueden tirar los misiles en la montaña y enterrar a Godzilla en una avalancha. Los jets disparan los misiles y entierran a Godzilla en la nieve hasta su cintura. Los jets vuelven a la base para la recarga y Tsukioka es autorizado para volar en su propio jet. Los jets vuelven a la isla helada y tiran a los misiles en la montaña, enterrando Godzilla a su cuello. Tsukioka entonces tira sus misiles que entierran a Godzilla totalmente. Tsukioka mira al cielo y dice «Kobayashi, enterramos a Godzilla para ti».

## Reparto
| Actor              | Papel                                      |
| ------------------ | ------------------------------------------ |
| Hiroshi Koizumi    | Syouichi Tsukioka                          |
| Setsuko Wakayama   | Hidemi Yamaji                              |
| Yukio Kasama       | Kouhei Yamaji                              |
| Minoru Chiaki      | Kouji Kobayashi                            |
| Maruri Mokusyou    | Yasuko Inoue                               |
| Sounosuke Sawamura | Shingo Sibaki                              |
| Takashi Simura     | Dr Yamane                                  |
| Masao Shimizu      | Dr Tadokoro                                |
| Takeo Oikawa       | Superintendente General de Osaka           |
| Minosuke Yamada    | Capitán de los cuerpos de defensa de Osaka |
| Seijirou Onda      | Capitán Terasawa                           |
| Yoshio Tsuchiya    | Tajima (Miembro de los cuerpos aéreos)     |
| Ren Yamamoto       | Captain landing boat                       |
| Hirotoshi Tsuchiya | Chief marine fishery                       |
| Shin Ootomo        | prisionero A                               |
| Senkichi Oomura    | prisionero B                               |
| Soukichi Maki      | prisionero C                               |
| Syouichi Hirose    | prisionero D                               |
| Shin Yosida        | prisionero E                               |
| Tadao Nakamaru     | policía                                    |
| Teruko Mita        | propietario del restaurante Ryoutei        |
| Miyoko Hoshino     | cantante del cabaret                       |
| Haruo Nakajima     | Godzilla                                   |
| Katsumi Tezuka     | Anguirus                                   |

## Taquilla
La película vendió aproximadamente 8 340 000 boletos en Japón. Es la tercera película de Godzilla que más vendió en Japón. Sin embargo, la película fue recibida mal por los fanes y los críticos, y Godzilla no reaparecería hasta 1962 con King Kong vs. Godzilla.

## Lanzamiento en EE. UU.
Henry Rybnick y Edward Barrison planearon un proyecto de renombrar a la película como The Volcano Monsters, fue planeado para 1957. Ciertas escenas con actores japoneses serían cortadas, se salvarían ciertas escenas con efectos especiales, y los monstruos se redujeron a las proporciones de dinosaurios. Además, algunas escenas con el aliento atómico de Godzilla serían cortadas. En última instancia, la película modificada nunca fue producida.
En 1959 Warner Bros. lanzó una versión severamente corregida de la película, bajo el título de Gigantis, el Monstruo de Fuego. Durante mucho tiempo, este cambio de nombre fue pensado tal vez porque Warner no tenía los derechos de «Godzilla». Sin embargo, Edward L. Schreibman, el productor de la versión americana, dijo que él cambió el nombre de Godzilla a «Gigantis» para dar a las audiencias la impresión que veían a nuevo monstruo. Él ha lamentado desde entonces esa decisión. 
El 7 de noviembre de 2006, Classic Media, después de lanzar la versión japonesa y americana de Godzilla en dos discos DVD dos meses antes, lanzaron las versiones japonesas y americanas del Godzilla Raids Again. Una diferencia notable entre el Gigantis original y la versión de los EE. UU. ofrecidos en este DVD, es el hecho que la tarjeta del título del Gigantis se ha substituido por Godzilla Raids Again, por petición de Toho.